# Инчколмское аббатство
Инчколмское аббатство (англ. Inchcolm Abbey) — средневековое аббатство, расположенное на острове Инчколм в заливе Ферт-оф-Форт в Шотландии. Аббатство, которое находится в центре острова, было основано в XII веке. Позже оно перешло во владение короля Александра I (1107-24), который, вероятно, имел определённое отношение к острову. Его выбросило на берег после кораблекрушения в 1123 году, и он укрылся в хижине отшельника.

Аббатство было впервые использовано в качестве монастыря Августинским орденом, став полноправным аббатством в 1235 году. Остров был атакован англичанами с 1296 года, и аббатство был заброшено после Реформации в Шотландии в 1560 году. С тех пор оно использовалось только в оборонительных целях, так как расположено было в стратегически важной позиции в середине залива Ферт-оф-Форт. Средневековая резная надпись над входом в аббатство гласит: 
Stet domus haec donec fluctus formica marinos ebibat, et totum testudo permabulet orbem
 Аббатство представляет собой наиболее полный сохранившийся шотландский монастырь. Дом собрания членов монашеского ордена, трапезная и большинство келий сохранены полностью. Среди настоятелей аббатства был историк, хронист и дипломат XV века Уолтер Боуэр.